# شهرستان کلوجبورک
شهرستان کلوجبورک (به لهستانی: Powiat Kluczbork) یک شهرستان در لهستان است که در استان اوپوله واقع شده‌است. شهرستان کلوجبورک ۸۵۱٫۵۹ کیلومتر مربع مساحت و ۷۰٬۰۸۲ نفر جمعیت دارد.